# محرز بن خلف
محرز بن خلف هو أبو محفوظ محرز بن خلف بن زين، ويتصل نسبه بالخليفة أبي بكر الصديق. ولد عام 340 هـ-413 هـ/ 951 م-1022 م.

## ترجمته
ولد ونشأ في عائلة عرفت بالزهد، وقد درس منذ صغره العلوم الدينية واللغوية، وكان كثير التردد على مدينة القيروان وقد أدى فريضة الحج، حيث تتلمذ في مصر على بعض شيوخها مثل الأبهري. تفرغ للتدريس، وكان له دور في نشر المذهب المالكي حيث قام بتدريس كتاب رسالة ابن أبي زيد القيرواني أبرز مصادر الفقه المالكي. وإليه ينسب بناء ربض باب سويقة. وقد اكتسب مكانة جعلت أبا بكر الباقلاني يقول «إنه لو أدرك محرز بن خلف السلف لكان خامس الأربعة»، وقال أبو الحسن القابسي: «إن عمد الدين الذين يمسك الله بهم الأرض أربعة ومحرز بن خلف منهم». وهو ما يدل على المكانة التي بلغها في الأوساط الصوفية. وقد قال عنه محمد بن الخوجة إنه: «عماد البلد (أي تونس المدينة) وأهلها يسمونه سلطان المدينة والدنيا». وقد اكتسب مكانة خاصة لدى اليهود إذ سمح لهم بالسكنى داخل سور المدينة، وكان بذلك رمزا للتسامح. ويعتبر ضريحه مزارا ومحورا لمدينة تونس. أما زاويته فلم تبن إلا في العهد الحفصي في عهد أبي عمر عثمان.

## إشارات مرجعية
1. ↑  -سيدي محرز بن خلف  نسخة محفوظة 21 يناير 2018 على موقع واي باك مشين.
2. ↑  نقلا عن الأعلام للزركلي نسخة محفوظة 15 ديسمبر 2019 على موقع واي باك مشين.
3. ↑  كامل سلمان الجبوري (2003). معجم الأدباء من العصر الجاهلي حتى سنة 2002م. بيروت: دار الكتب العلمية. ج. 5. ص. 81. ISBN:978-2-7451-3694-7. LCCN:2003489875. OCLC:54614801. OL:21012293M. QID:Q111309344.

م
م